# Indoseiulus
Indoseiulus es un género de ácaros perteneciente a la familia  Phytoseiidae.

## Especies
El género contiene las siguientes especies:
- Indoseiulus duanensis Liang & Zeng, 1992
- Indoseiulus eharai Gupta, 1986
- Indoseiulus ghaiae Denmark & Kolodochka, 1993
- Indoseiulus irregularis (Evans, 1953)
- Indoseiulus liturivorus (Ehara, 1982)
- Indoseiulus ricini (Ghai & Menon, 1969)
- Indoseiulus semirregularis (Schicha & Corpuz-Raros, 1992)